# 로보콘 (영화)
《로보콘》(일본어: ロボコン)는 고등전문학교의 로봇 콘테스트를 소재로 한 일본 영화이다. 2003년 9월 13일 개봉되었으며, 나가사와 마사미의 첫 주연 영화이다.

## 개요
고등전문학교의 히사와 사토미(나가사와 마사미)와 학교 친구들이 로봇 콘테스트 통칭 "로보콘"에 도전하는 청춘 이야기이다. 요령은 좋지만 의욕 제로의 사토미는 고등전문학교에 다니면서도 기계에 완전히 서툴어 낙오되었다. 제2 로봇부 고문의 타마즈시 하야토(스즈키 카즈마)에 보충 강의를 면하는 조건으로 "로보콘"에 출전하게 된다. 그러나 로보콘에서 좋은 성적을 남기려고 열심히 노력하는 제1의 로봇부와는 달리 제2 로봇부는 별난 사람들의 집합소였다. 처음에는 전혀 할 마음이 없는 부원들과 거리를 두는 사토미였지만, 합숙을 통해 서서히 부원들과 진한 우정을 나누게 되면서, 개량한 개 로봇 "BOX 훈드"로 전국 대회에 도전하게 된다.

## 출연
- 히사와 사토미 : 나가사와 마사미

주인공. 제2 로봇부 조종 담당. 쾌활하지만 금방 싫증을 내는 성격의 여학생.
- 아이다 코이치 : 오구리 슌

제2 로봇부 디자인 담당. 천재 디자이너이지만, 타인의 감정을 이해하는 것이 부족하다.
- 요츠야 시로 : 이토 아츠시

제2 로봇부 부장으로 전략 담당. 로보콘 관한 지식은 풍부하지만 통솔력이 부족하다.
- 타케우치 카즈요시 : 츠카모토 타카시

제2 로봇부 조립 담당. 조립 기술은 뛰어나지만, 인내심이 없다.
- 타마즈시 하야토 : 스즈키 카즈마

제2 로봇부 고문.
- 사사키 : 스도 리사

보건 선생님
- 히사와 요시유키 : 우지키 츠요시

사토미의 아버지
- 할머니 : 요시다 히데코

여관의 여주인
- 고하라 : 아라카와 요시요시

제1 로보콘부 부장
- 와키타 : 히라이즈미 세이

제1 로보콘부 고문.

## 스태프
- 감독·각본 : 후루마야 토모유키
- 음악 : 패시픽231 (하스미 시게오미, 미야케 타케마사)
- 촬영 : 키요히사 모토노부
- 편집 : 산조 치세
- 치프 프로듀서 : 스즈키 리츠코
- 프로듀서 : 미야가와 히로키, 호리구치 신, 마에다 코지
- 제작 : 도미야마 쇼고
- 제작 총지휘 : 우에다 후미오, 후루카와 카즈히로, 코마츠 켄지
- 제작 협력 : 〈로보콘〉 제작위원회 (도호, 쇼가쿠칸, TOKYO FM, 일본 출판 판매)
- 배급 : 도호

## 그 외
- 주요 촬영지는 야마구치현의 우라야마 국도 2호 보도, 슈난시 종합 스포츠 센터, 우노 온천 시스이원, 토쿠야마 항에서 출항하는 스오나다페리, 히카리시의 무로즈미 해안 등이 있다. 또한 엔딩에서 등장한 볼링장, 토쿠야마 스타 레인은 2011년 10월 30일에 폐점하고 있다.
- 혼다사의 로봇인 ASIMO가 특별 게스트로 출연하였다.
- 본작에 등장하는 보쿠 훈트는 코야마 고등전문학교가 제작.

## 관련 촬영지
- 토쿠야마공업고등전문학교 - 본작의 무대가 된 고등전문학교.
- 도야마 고등전문학교 이미즈 캠퍼스 - 결승전에서 대결하는 로봇 〈FireWall〉을 만든 고등전문학교에서 2002년에 이 시스템에서 최고의 명예인 로보콘 대상을 수상했다. 2013년에도 〈SuLuMe〉으로 로보콘 대상.
- 코야마공업고등전문학교 - 제2 로봇부가 조종하는 〈BOX 훈드〉의 기반이 되는 로봇 〈요코 그럼 다움〉을 제작한 고등전문학교.
- 사세보공업고등전문학교 - 작중에 등장하는 2족 보행 로봇 〈문 워커〉를 제작한 고등전문학교.